# Aristodème (mythologie)
Pour les articles homonymes, voir Aristodème.
Dans la mythologie grecque, Aristodème (en grec ancien Ἀριστόδημος / Aristódêmos) est l'un des Héraclides.

## Mythe
Fils d'Aristomaque, arrière-arrière-petit-fils d'Héraclès, il demande à un oracle des précisions sur la prophétie faite à son ancêtre Hyllos, au sujet de leur retour dans le Péloponnèse : attaquer au troisième fruit par la voie étroite. Celui-ci leur révèle alors que le « troisième fruit » dont il avait parlé était non pas la troisième année, mais la troisième génération, et « la voie étroite », non pas l'isthme de Corinthe, mais le golfe de Corinthe, là où la mer est la plus étroite. Aristodème et ses frères font bâtir un bateau à Naupacte, mais il meurt foudroyé et la flotte est détruite, vengeance d'Apollon pour le meurtre d'un devin acarnanien commis par l'un des Héraclides.
Il est marié à Argie. Ses fils Proclès et Eurysthénès prennent Lacédémone à sa place, et fondent respectivement la dynastie royale des Eurypontides et celle des Agiades.

## Sources
- Pseudo-Apollodore, Bibliothèque [détail des éditions] [lire en ligne] (II, 8).
- Hérodote, Histoires [détail des éditions] [lire en ligne] (IV, 147 ; VI, 51–52 ; VII, 204).
- Pausanias, Description de la Grèce [détail des éditions] [lire en ligne] (III, 1–2).